# Kárahnjúkars kraftverk
Kárahnjúkars kraftverk är ett vattenkraftverk i östra Island. Kraftverket har en installerad kapacitet på 690 MW och är därmed Islands största vattenkraftverk. Det byggdes för att ge elektricitet till ett aluminiumsmältverk vid Reyðarfjörður.